# Мужаки, Бора
Бора Мужаки (алб. Bora Muzhaqi; род. 11 марта 1990, Эльбасан) — албанский политический и государственный деятель. Член Социалистической партии Албании. Государственный министр по делам молодёжи и детей Албании с 18 сентября 2021 года.

## Биография
Родилась 11 марта 1990 года в Эльбасане. Родители — Кастриот (Kastriot Muzhaqi) и Виктори Мужаки (Viktori Muzhaqi).
В 2012 году окончила Лондонскую школу экономики и политических наук, получила степень бакалавра экономики (BSc). В 2013 году получила степень магистра международного бизнеса (MIB) в Международной школе бизнеса Хальта в Лондоне.
В июле 2010 года работала аналитиком по интеграции в ЕС в Министерстве обороны, в Управлении по интеграции в ЕС. С июня по август 2011 года работала аналитиком по компенсациям в департаменте кадров в банке Citibank в Лондоне. Получила аккредитацию британской ассоциации ACCA. С 2013 по 2019 год работала налоговым консультантом в британских аудиторско-консалтинговых компаниях, сначала в течение трёх лет в PricewaterhouseCoopers (PwC), затем в отделе налоговых услуг для бизнеса Ernst & Young (EY).
С января 2019 года по март 2021 года она была внешним советником государственного министра по защите предпринимательства по контракту с Европейским банком реконструкции и развития (EBRD), а с сентября 2020 года она была членом Комиссии по регулированию и надзору. Была кандидатом на парламентских выборах в апреле 2021 года в округе Тирана. В мае — сентябре 2021 года занимала должность заместителя министра образования, спорта и молодежи.
18 сентября 2021 года назначена государственным министром по делам молодёжи и детей Албании в третьем кабинете Рамы.
Свободно говорит на английском, итальянском, немецком и турецком языках.